# Arcebispado latino de Patras

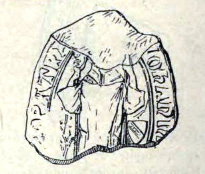
Selo do arcebispo de Patras João I

O arcebispado latino de Patras era a sé de Patras no período em que seus incumbentes pertenceram a Igreja Ocidental ou latina. Este período começou em 1205 com a instalação na sé dum arcebispo católico após a Quarta Cruzada.
O arcebispo latino foi o mais sênior dos sete barões eclesiásticos do Principado da Acaia, que compreendeu o Peloponeso inteiro. No final do século XIII, os arcebispos também adquiriram a secular Baronia de Patras de seus titulares, tornando-se os vassalos mais importantes do principado inteiro.
O arcebispo sobreviveu como uma sé residencial latina até 1430, quando a cidade de Petras foi conquistada pelos gregos bizantinos do Despotado da Moreia. De 1475 em diante, os arcebispos latinos continuaram a ser nomeados, mas o bispado era apenas uma sé titular. Continuou a ser incluído na lista de tais sés da Igreja católica, mas desde o Concílio Vaticano II nenhuma nova nomeação de bispos católicos foi feita.

## Arcebispos de Patras
| Nome                                                                           | Mandato                                     |
| ------------------------------------------------------------------------------ | ------------------------------------------- |
| Antelmo de Cluny                                                               | 1205 – após 1221                            |
| Bernardo                                                                       | 8 de outubro 1243 – ?                       |
| ?                                                                              | Depois de 1246 – após 1252                  |
| Godofredo                                                                      | 9 de dezembro 1253 – após 1255              |
| J.                                                                             | 27 de novembro de 1263 – ?                  |
| Benedito de Alatri                                                             | 2 de junho de 1273 – ?                      |
| João I                                                                         | 7 de outubro de 1295 – ?                    |
| João II Colona                                                                 | 8 de janeiro de 1306 – ?                    |
| Tiago                                                                          | 28 de abril de 1307 – ?                     |
| Rainério                                                                       | 30 de julho de 1308 – ?                     |
| Guilherme Frangipani                                                           | 3 de janeiro de 1317 – 1337                 |
| Rogério                                                                        | 20 de outubro de 1337 – 1347                |
| Nicolau da Canale                                                              | 23 de maio de 1347 – 1351                   |
| Reginaldo de Laura                                                             | 4 de janeiro de 1351 – 1357                 |
| Raimundo                                                                       | 20 de dezembro 1357 – ?                     |
| João III Acciaioli                                                             | 20 de maio 1360 – ?                         |
| Bongiovanni                                                                    | 5 de abril de 1363 – julho de 1363          |
| Bartolomeu Papazzuri                                                           | 21 de julho de 1363 – ?                     |
| Ângelo I Acciaioli                                                             | 12 de dezembro de 1365 – ?                  |
| Paulo (patriarca latino de Constantinopla, administrador apostólico de Patras) | 20 de outubro de 1367 – 1369 ou 1370        |
| João IV de Novacchio                                                           | 1369 ou 1370 – 1371                         |
| João V Piacentini                                                              | 28 de outubro 1371 – 27 de novembro de 1375 |
| Paulo Foscari                                                                  | 27 de novembro 1375 – ca. 1384              |
| Pedro Corner                                                                   | 14 de setembro de 1386 – ?                  |
| Ângelo II Acciaioli                                                            | ca. 1395 – ?                                |
| Estêvão Zaccaria                                                               | 20 de abril de 1405 – ?                     |
| Pandolfo Malatesta                                                             | 10 de maio de 1424 – 1430                   |

## Arcebispos titulares
| Nome                                    | Mandato                                        |
| --------------------------------------- | ---------------------------------------------- |
| Simone Vosich                           | 1475 – 1482                                    |
| Giovanni Battista de Giudici            | 1484 – ?                                       |
| Stefan Teglatije                        | 5 de setembro 1485 – 1514                      |
| Antonio Marcello                        | 21 de maio de 1520 – 6 de setembro de 1521     |
| Antonio Cocco                           | 29 de maio de 1560 – ?                         |
| Alessandro Piccolomini                  | 28 de julho de 1574 – ?                        |
| Antonio Marcello                        | 21 de maio de 1520 – 6 de setembro de 1521     |
| Giovanni Francesco Guidi di Bagno       | 3 de março de 1614 – 24 de julho de 1641       |
| Ciriaco Rocci                           | 29 de maio de 1628 – 25 de setembro de 1651    |
| Girolamo Farnese                        | 11 de abril de 1639 – 6 de maio de 1658        |
| Ottaviano Carafa                        | 1660 – 1666                                    |
| Giacinto Solaro di Moretta              | 23 de janeiro de 1668 – 1672                   |
| Fabrizio Spada                          | 8 de agosto de 1672 – 23 de março de 1676      |
| Sinibaldo Doria                         | 18 de dezembro de 1711 – 21 de maio de 1731    |
| Fabrizio Serbelloni                     | 6 de agosto de 1731 – 22 de julho de 1754      |
| Johann Philipp von Walderdorf           | 16 de setembro de 1754 – 18 de janeiro de 1756 |
| Francesco Carafa della Spina di Traetto | 28 de janeiro de 1760 – 26 de abril de 1773    |
| Carlo Crivelli                          | 11 de setembro de 1775 – 29 de março de 1802   |
| Paolo Filipponi                         | 6 de abril de 1818 – 1819                      |
| Celestino Maria Cocle                   | 30 de setembro de 1821 – 3 de março de 1857    |
| Filippo Gallo                           | 18 de março de 1858 – 1891                     |
| Giuseppe Maria Costantini               | 1 de junho de 1891 – 9 de janeiro de 1900      |
| Donato Velluti Zati di San Clemente     | 15 de abril de 1907 – 11 de dezembro de 1927   |
| Andrea Giacinto Longhin                 | 4 de outubro de 1928 – 26 de junho de 1936     |
| Luigi Fogar                             | 30 de outubro de 1936 – 26 de agosto de 1971   |

## Ligação externa
- «Patrae (Veters)». Consultado em 16 de fevereiro de 2016